# Electrophaes degenerata
Electrophaes degenerata är en fjärilsart som beskrevs av Barend J. Lempke 1950. Electrophaes degenerata ingår i släktet Electrophaes och familjen mätare. Inga underarter finns listade i Catalogue of Life.